# Sam (Benin)
Sam ist ein Arrondissement im Departement Alibori in Benin. Es ist eine Verwaltungseinheit, die der Gerichtsbarkeit der Kommune Kandi untersteht. Gemäß der Volkszählung von 2013 hatte Sam 22.762 Einwohner, davon waren 11.112 männlich und 11.650 weiblich.
in Richtung Norden führt eine Straße nach Sonsoro.